# 王敬轩
王敬轩，中国新文化运动中的一个虚构的人物。1918年3月15日《新青年》4卷3号上，刊登王敬轩《给新青年编者的一封信》批评贬低新文化运动，同期发表记者刘半农的《复王敬轩》一文。对王敬轩加以反驳和痛骂。鲁迅曾写道：“古之青年，心目中有了刘半农三个字，原因并不在他擅长音韵学，或是常做打油诗，是在他跳出鸳蝴派，骂倒王敬轩，为一个‘文学革命’阵中的战斗者。”所谓王敬轩并非真有其人，而是钱玄同的化名，钱本人是新文化运动积极分子，他编造这篇反对新文化运动的文章，是故意制造一个争论事件，激发读者的兴趣。文中重点攻击古文桐城派，和白话文的批评者林纾。